# توني موبراي
توني موبراي (بالإنجليزية: Tony Mowbray)‏ (22 نوفمبر 1963 المملكة المتحدة - ) هو لاعب كرة قدم بريطاني، يلعب كمدافع.

## روابط خارجية
- توني موبراي على موقع قاعدة بيانات كرة القدم.إي يو (الإنجليزية)
- توني موبراي على موقع Soccerbase.com (لاعب) (الإنجليزية)
- توني موبراي على موقع Soccerbase.com (مدرب) (الإنجليزية)
- توني موبراي على موقع عالم كرة القدم.نت (الإنجليزية)